# Idioma yuyu
Yuyu (Yirau) é uma língua ou grupo de dialetos do sul de Austrália Meridional. Walsh trata a Yuyu como um idioma com Ngawait, Erawirung, Ngintait e Ngarkat como dialectos; Berndt e Berndt (1993) listam-nos como dialectos relacionados com Yuyu.
Yuyu é uma língua adormecida, pertencente à família linguística australiana . Por ser uma língua em processo de extinção (pode se tornar uma língua extinta), não é falada como primeira língua por nenhum membro remanescente da comunidade étnica, além de não ser ensinada nas escolas.

## Dialetos
- Ngintait (Inteck)
- Ngarkat (Ngarrket)
- Yirawirung (Erawirung)
- Ngawait